# Brněnec
Brněnec település Csehországban, a Svitavyi járásban. Brněnec Rudná, Deštná, Bělá nad Svitavou, Březová nad Svitavou, Chrastavec, Želivsko, Letovice és Rozhraní településekkel határos. Lakosainak száma 1223 fő (2024. január 1.).

## Népesség
A település lakosságának változását az alábbi diagram mutatja:
| Lakosok száma | 784  | 1281 | 1618 | 1308 | 1608 | 1427 | 1308 | 1274 | 1258 | 1223 |
|               | 1869 | 1890 | 1921 | 1950 | 1980 | 2001 | 2017 | 2019 | 2022 | 2024 |